# SPRR4
SPRR4 (англ. Small proline rich protein 4) – білок, який кодується однойменним геном, розташованим у людей на 1-й хромосомі. Довжина поліпептидного ланцюга білка становить 79 амінокислот, а молекулярна маса — 8 793.
| 10         |  | 20         |  | 30         |  | 40         |  | 50         |
| ---------- |  | ---------- |  | ---------- |  | ---------- |  | ---------- |
| MSSQQQQRQQ |  | QQCPPQRAQQ |  | QQVKQPCQPP |  | PVKCQETCAP |  | KTKDPCAPQV |
| KKQCPPKGTI |  | IPAQQKCPSA |  | QQASKSKQK  |  |            |  |            |

A: Аланін

C: Цистеїн

D: Аспарагінова кислота

E: Глутамінова кислота

G: Гліцин

I: Ізолейцин

K: Лізин

M: Метіонін

P: Пролін

Q: Глутамін

R: Аргінін

S: Серин

T: Треонін

Задіяний у такому біологічному процесі, як кератинізація. 
Локалізований у цитоплазмі.